# Zarządzanie adresami IP
Zarządzanie adresami IP (ang. IPAM - IP Address Management) – system planowania, śledzenia i zarządzania przestrzenią adresową protokołu internetowego używanego dla sieci komputerowej.
Systemy zarządzania adresami IP zazwyczaj zawierają takie integralne komplementarne narzędzia jak DNS i DHCP. Współdziałanie takich usług polega na odpowiednim wzajemnym aktualizowaniu ich danych (na przykład dane DNS są uzgadniane z informacją o adresie IP otrzymanym poprzez DHCP przez klienta). Ponadto w systemach IPAM występują dodatkowe funkcje, takie jak kontrolowanie rezerwacji wydanych przez DHCP czy możliwość agregacji danych i raportowanie.
Narzędzia IPAM zyskują na znaczeniu, gdyż wdrażane sieci IPv6 obsługują coraz większe zakresy adresowe, a same 128-bitowe adresy IPv6 wyrażane w postaci 32 znaków szesnastkowych nie są tak łatwo czytelne dla człowieka jak adresy IPv4. Oprócz sieci IPv6 takie zastosowania jak przetwarzanie mobilne czy wieloadresowość wymagają bardziej dynamicznego zarządzania adresami i powodują obniżanie przydatności systemów IPAM pierwszego pokolenia czy praktycznie zamiast nich stosowanych do zarządzania adresami arkuszy kalkulacyjnych.
Przegląd systemów IPAM

Data aktualności tabeli: 2013-05-16
| System i strona domowa                       | Licencja                | Wersja    | Data wydania              | Wsparcie IPv6 | Baza danych                                       |
| -------------------------------------------- | ----------------------- | --------- | ------------------------- | ------------- | ------------------------------------------------- |
| 6connect                                     | Komercyjna              | 3.0       | 15 listopada 2011(dts)    | Tak           | MySQL                                             |
| ApplianSys DNSBOX                            | Komercyjna              | 3.4.0     | 29 kwietnia 2013(dts)     | Tak           | PostgreSQL (wbudowana)                            |
| Address Commander                            | Komercyjna              | 5.0       | 1 kwietnia 2011(dts)      | Tak           | PostgreSQL, MySQL, Oracle                         |
| BlueCat Networks                             | Komercyjna              | 3.7.2     | 30 października 2012(dts) | Tak           | PostgreSQL (wbudowana)                            |
| BT Diamond IP                                | Komercyjna              | 5.0       | 7 września 2012(dts)      | Tak           | MySQL, Oracle                                     |
| Cisco Network Registrar                      | Komercyjna              | 7.2       | 27 kwietnia 2011(dts)     | Tak           | Tak SQL                                           |
| Collins                                      | Apache                  | 1.2.3     | 24 kwietnia 2013(dts)     | Nie           | MySQL                                             |
| Device42                                     | Komercyjna              | 3.2.0     | 16 października 2012(dts) | Tak           | PostgreSQL (wbudowana)                            |
| EfficientIP                                  | Komercyjna              | 6.0.2.P3a | 21 grudnia 2018(dts)      | Tak           | wbudowana rozproszona                             |
| GestióIP                                     | GPLv3                   | 3.0       | 30 listopada 2011(dts)    | Tak           | MySQL                                             |
| InfoBlox                                     | Komercyjna              | 6.6       | 22 grudnia 2013(dts)      | Tak           | wbudowana                                         |
| IP-Admin                                     | Komercyjna              | 4.7       | 1 czerwca 2012(dts)       | Nie           | Microsoft SQL Server                              |
| IPplan                                       | GPLv3                   | 4.92      | 18 sierpnia 2009(dts)     | Nie           | PostgreSQL, MySQL, Oracle, Microsoft SQL Server   |
| IPplan                                       | GPLv3                   | 6.00 beta | 29 kwietnia 2010(dts)     | Tak           | PostgreSQL, MySQL, Oracle, Microsoft SQL Server   |
| IPAM Server feature (MS Windows Server 2012) | Komercyjna              | –         | 5 września 2012(dts)      | Tak           | Windows Internal Database                         |
| MyIP                                         | GPLv3                   | 1.0       | 18 maja 2011(dts)         | Tak           | MySQL                                             |
| NetDB                                        | GPLv2                   | 4.6.2R1   | 25 sierpnia 2011(dts)     | Tak           | Oracle                                            |
| NETDOT                                       | GPL                     | 1.0.4     | 12 grudnia 2012(dts)      | Tak           | MySQL, PostgreSQL                                 |
| Netmagis                                     | CeCILL-B (zgodna z BSD) | 2.1.1     | 27 lutego 2013(dts)       | Tak           | PostgreSQL                                        |
| NIPAP                                        | BSD                     | 0.18.0    | 3 maja 2013(dts)          | Tak           | PostgreSQL                                        |
| Nixu NameSurfer Suite                        | Komercyjna              | 7.2       | 27 marca 2012(dts)        | Tak           | PostgreSQL                                        |
| NOC                                          | BSD                     | 0.6.4     | 3 maja 2011(dts)          | Tak           | PostgreSQL                                        |
| OpenIPAM                                     | GPL                     | 0.1 alpha |                           | Nie           | PostgreSQL                                        |
| OpenNetAdmin                                 | GPLv2                   | 3.03.01   | 1 marca 2013(dts)         | Tak           | MySQL (via adodb)                                 |
| phpIP                                        | GPL                     | 4.3.2     | 6 listopada 2006(dts)     | Nie           | MySQL                                             |
| phpIPAM                                      | GPLv3                   | 0.7 beta  | 21 grudnia 2012(dts)      | Tak           | MySQL                                             |
| Route Inventory Management                   | Komercyjna              | 1.18      | 4 lutego 2013(dts)        | Nie           | wbudowana                                         |
| Sauron                                       | GPL                     | 0.7.3     | 19 lutego 2010(dts)       | Nie           | PostgreSQL                                        |
| SolarWinds IP Address Manager                | Komercyjna              | 3.1       | 4 grudnia 2012(dts)       | Tak           | Microsoft SQL Server                              |
| subnetsmngr                                  | GPLv2                   | 2.0       | 23 listopada 2011(dts)    | Tak           | PostgreSQL                                        |
| VitalQIP                                     | Komercyjna              | 8.0       | 8 maja 2012(dts)          | Tak           | Sybase, Oracle                                    |
| Men & Mice Suite                             | Komercyjna              | 6.3       | 13 września 2011(dts)     | Tak           | SQLite (wewnętrzna), Oracle, Microsoft SQL Server |
| phpIPAM                                      | GPLv3                   | 0.7       | 10 czerwca 2011(dts)      | Tak           | MySQL                                             |
| RackTables                                   | GPL                     | 0.20.3    | 19 grudnia 2012(dts)      | Tak           | MySQL                                             |